# Observatori astronòmic

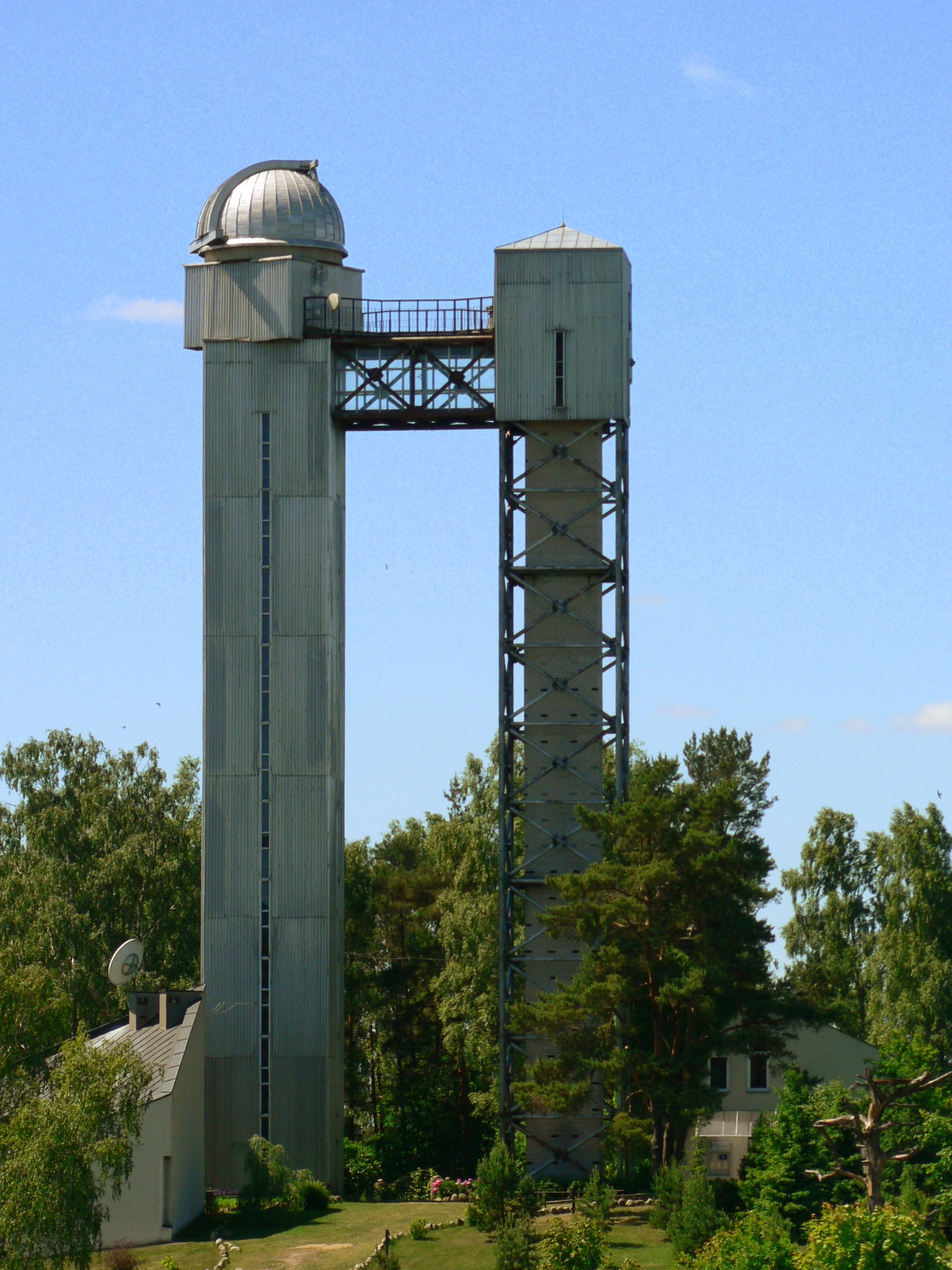
Observatori Moletai a Lituània

Un observatori astronòmic o simplement un observatori és un emplaçament dedicat a l'observació del firmament des de la Terra.

## Els observatoris més antics del món (segons la NASA)
1. Abu Simbel, Egipte
2. Stonehenge, Regne Unit
3. Angkor Wat, Cambodja
4. Kòkino, Macedònia del Nord
5. Goeck, Alemanya

En els observatoris antics les observacions es feien a ull nu; a partir de l'edat mitjana es va introduir l'ús del sextant i, a partir de Galileu, el telescopi.

## Els observatoris astronòmics actuals
En l'actualitat, el problema de la contaminació lumínica ha fet portar els observatoris a llocs remots i a gran altitud com és el cas de Mauna Kea a Hawaii o el Roque de los Muchachos a les Illes Canàries. La majoria dels telescopis estan situats en l'hemisferi nord, tot i això hi ha observatoris importants a Sud-àfrica i Xile. D'altra banda, els telescopis espacials com el Hubble permeten obtenir imatges que no són possibles des de la Terra ni en les millors condicions.

## Als Països Catalans
Els primers observatoris dels Països Catalans van ser fundats a principi del segle xx. Tanmateix, la tradició observacional catalana s'endinsa molt més enllà. Les primeres notícies corresponen al segle xiv, a la cort de Pere el Cerimoniós. El rei va encarregar als astrònoms Pere Gilbert i Dalmau Sesplanes l'elaboració d'uns taules astronòmiques. Cap al 1381, Jacob Corsuno, de Sevilla, va completar el treball. Els astrònoms reials disposaven d'una instal·lació per portar a terme les observacions, probablement al Palau Reial de Barcelona, però no en coneixem gaires detalls. Sota l'empara del mateix rei Pere, Jacob ben David Bonjorn, de Perpinyà, va preparar unes taules sobre el moviment de la Lluna cap al 1361. La confecció d'aquestes taules mostra la voluntat del rei de promoure la ciència, probablement en la mateixa línia que ho havia fet el rei de Castella Alfons X el Savi. A l'edat mitjana, una de les aplicacions de l'astronomia era l'astrologia, tot i que l'església en perseguia algunes variants. Però, al mateix temps, l'astronomia era també el fonament del calendari i del coneixement i previsió de fenòmens extraordinaris, com els eclipsis de Sol i de Lluna.